# Erin Mendenhall
Pour les articles homonymes, voir Mendenhall.
Erin Mendenhall, née le 8 juin 1980, est une femme politique américaine, membre du Parti démocrate. Elle est maire de Salt Lake City depuis janvier 2020.

## Biographie

### Jeunesse
Erin Mendenhall naît dans l'État de l'Arizona. Elle a sept ans lorsque sa famille s'installe à Sandy dans l'Utah. Alors qu'elle est âgée de quatorze ans, son père meurt d'un cancer. Adolescente, elle fréquente le lycée Alta (en) situé à Sandy. Quelques jours après son 18e anniversaire, elle emménage à Salt Lake City avec deux amies. Étudiante à l'université de l'Utah, elle en ressort diplômée d'un baccalauréat universitaire en études de genre.

### Carrière politique
En 2014, Erin Mendenhall intègre le conseil municipal de Salt Lake City. Elle est élue maire de la ville le 6 novembre 2019, lorsque son adversaire, la sénatrice Luz Escamilla (en), renonce. Elle entre en fonction le 6 janvier 2020 pour un mandat de quatre ans. Elle est réélue le 21 novembre 2023.